# Ponte di coperta
Il ponte di coperta di una nave a volte detto anche semplicemente coperta, o tolda, nel lessico nautico, è il ponte superiore di una imbarcazione, il più alto dello scafo, che separa gli spazi interni della nave dall'ambiente esterno. Nelle imbarcazioni dette "a ponte continuo" corre per tutta la lunghezza della nave, concorrendo alla robustezza della sua struttura, ma nelle unità più grosse può essere affiancata da un castello di prua e da un castello di poppa, strutture sopraelevate destinate ad alloggi, spazi di manovra o magazzini.

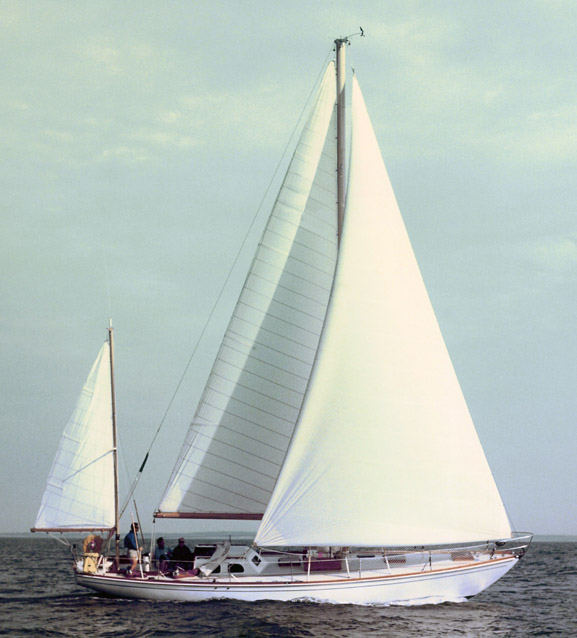
Uno esempio di imbarcazione a ponte continuo, la iolla.

Il ponte di coperta può essere stagno o meno a seconda della tipologia di nave, inoltre se le paratie arrivano all'altezza del ponte di coperta quest'ultimo coincide col ponte delle paratie.
Nelle imbarcazioni minori è solitamente rivestita con del fasciame in legno, come lo era anche nelle grosse navi fino a non molto tempo prima, dove invece attualmente viene rivestita da materiali sintetici che richiedono meno manutenzione. A seconda della tipologia di nave la coperta può essere in buona parte libera, come nelle portacontainer, oppure occupata da sovrastrutture nelle navi passeggeri o picchi di carico come nelle navi da carico dotate di stiva. Per localizzare  ciò che sta sotto il ponte superiore viene usata in gergo l'espressione "sotto coperta".

## Funzione del ponte
Il ponte di coperta ha lo scopo principale di dividere gli spazi interni della nave dall'ambiente esterno isolandoli dalle intemperie e dalle onde, se stagno dovrà impedire l'accesso all'acqua e dovrà contribuire in parte all'isolamento termico del carico (ad esempio l'immissione o l'estrazione del greggio dalle stive può avvenire solo innalzando la temperatura della sostanza per ridurne la viscosità cinematica che se troppo alta ne renderebbe impossibile il pompaggio).
Se il ponte di coperta è anche un "ponte di forza" allora fornirà robustezza longitudinale e trasversale alla nave nonché quella locale, possederà allora una tipologia di struttura adeguata per reggere i carichi e le sollecitazioni agenti.
In navi come cargo generali, traghetti o ro-ro la superficie del ponte è utilizzata per alloggiare il carico rotabile o i mezzi imbarcati.

## Struttura generale
Il ponte di coperta di una nave mercantile varia strutturalmente per ciascuna tipologia di nave, può essere continuo longitudinalmente come su una petroliera oppure si può estendere localmente da fianco a fianco come su una Portarinfuse.
Se il ponte ha funzioni strutturali allora in generale gli elementi strutturali del ponte saranno gli stessi di fondo e fianchi.
Se la soluzione ingegneristica prevede un ponte stagno, ovvero privo di portelloni o qualsiasi altra apertura, le strutture utilizzate e di conseguenza le saldature, devono poter garantire l'isolamento degli spazi interni della nave; in presenza di ponti stagni solitamente si preferisce far terminare le paratie trasversali ed eventualmente quelle longitudinali al ponte di coperta per ottenere una compartimentazione stagna lungo tutta l'altezza dello scafo.
Il ponte è costituito da una strato di fasciame di acciaio di spessore variabile (dipende dal tipo di saldatura e di nave) al suo interno sono saldati i rinforzi ovvero travi secondarie (o comuni) (travi a "L", a "bulbo" o a "piatto") e primarie (o rinforzate) (a "T") che chiudono verticalmente l'ossatura dello scafo.
Come per fondo e fianchi il ponte è composto da "un'ossatura rinforzata" e da "un'ossatura comune", la prima è composta da travi principali trasversali e longitudinali la seconda può essere formata da travi comuni longitudinali o trasversali ma mai assieme.
Per il ponte, diversamente da quello che succede per fianchi e fondo, non esiste la struttura a doppio fasciame, infatti, non essendo propriamente parte dello scafo o comunque dello scafo immerso, gli sforzi e le intemperie a cui il ponte è sottoposto non richiedono una struttura di questo tipo.
Come per fondo e fianchi si cerca di mantenere la continuità delle travi longitudinali rinforzate ("anguille rinforzate") ovvero tutte le travi trasversali primarie (che per il ponte si chiamano "bagli rinforzati") vengono interrotti e poi saldati alle anguille, tenendo conto che anguille e bagli rinforzati hanno la stessa altezza.
Se lo scafo della nave è a "struttura a scafo longitudinale" le travi secondarie (comuni) presenti sono solo quelle longitudinali, se lo scafo è a "struttura trasversale" le travi secondarie (comuni) sono trasversali.
Le travi principali essendo più del doppio di quelle comuni se è possibile sono forate nell'anima per permettere il passaggio di quelle comuni che non vengono interrotte.
Tutti i collegamenti sono rinforzati da elementi di supporto come "squadre" e "barrotti".
Per tipologie di navi che possiedono portelloni e aperture sul ponte le strutture variano a seconda del numero e della grandezza dei boccaporti, per navi come portacontainer o bulk carrier il ponte è "libero" su quasi tutta la lunghezza della nave.